# 횡성군·원주군
횡성군·원주군은 대한민국의 옛 국회의원 선거구이다. 당시 강원도 횡성군, 원주군 지역을 관할했다.

## 역사
1989년 1월 1일을 기해 강원도 원성군이 원주군으로 개칭되었다. 이에 따라 대한민국 제14대 국회의원 선거를 앞두고 횡성군·원성군 선거구가 횡성군·원주군 선거구로 개편되었다.
1995년 1월 1일을 기해 강원도 원주시와 원주군이 통합하여 통합 원주시가 신설되었다. 이에 원주군은 원주시 갑, 원주시 을 선거구로 분리되어 편입되었으며 횡성군은 홍천군과 함께 홍천군·횡성군 선거구를 구성하게 됨에 따라 폐지되었다.

## 역대 국회의원
| 선거   | 정당 | 정당       | 의원   |
| ------ | ---- | ---------- | ------ |
| 1992년 |      | 민주자유당 | 박경수 |

## 역대 선거 결과

### 대한민국 제14대 국회의원 선거
|  | 42.91% |

|  | 34.73% |

|  | 9.97% |

|  | 8.25% |

|  | 4.11% |